# 圣马丁德居尔松
圣马丹德居尔松（法語：Saint-Martin-de-Gurson，法語發音：[sɛ̃ maʁtɛ̃ də ɡyʁsɔ̃]）是法国多尔多涅省的一个市镇，位于该省西部偏南，属于贝尔热拉克区。

## 地理
圣马丹德居尔松（44°57'9"N, 0°6'25"E）面积24.58 平方千米，位于法国新阿基坦大区多爾多涅省，该省份为法国西南部内陆省份，是法國本土面积第三大的省，大致对应佩里戈尔地区，北起顺时针与夏朗德省、上维埃纳省、科雷兹省、洛特省、洛特-加龙省、吉倫特省和滨海夏朗德省接壤。
与圣马丹德居尔松接壤的市镇（或旧市镇、城区）包括：梅内斯普莱、卡尔萨克德居尔松、隆沙自由城、穆兰讷夫、蒙蓬-梅内斯泰罗勒、圣雷米、圣梅阿尔德居尔松。
圣马丹德居尔松的时区为UTC+01:00、UTC+02:00（夏令时）。

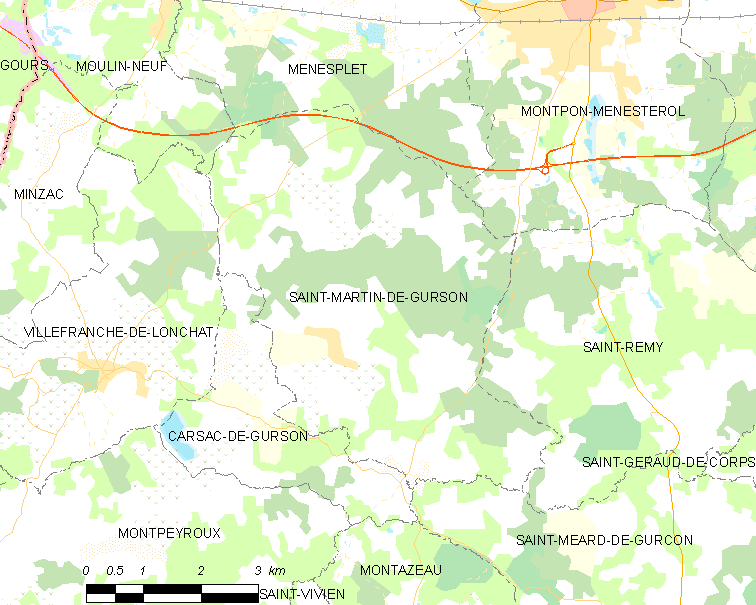
圣马丹德居尔松的OSM定位图

## 行政
圣马丹德居尔松的邮政编码为24610，INSEE市镇编码为24454。

## 政治
圣马丹德居尔松所属的省级选区为蒙泰涅和居尔松地区县。

## 人口

1962-2008年间圣马丹德居尔松人口变化图示

圣马丹德居尔松于2022年1月1日时的人口数量为637人。